# Albertsons
Albertsons Companies LLC är en amerikansk detaljhandelskedja som är landets näst största inom snabbköp efter The Kroger Company. Företaget hade i juli 2015 fler än 2 200 snabbköp och omkring 1 700 apotek i 33 amerikanska delstater och Washington, D.C. Kedjan ägs av riskkapitalbolaget Cerberus Capital Management.
Den amerikanska ekonomitidskriften Forbes rankade Albertsons till den tredje största privata företaget i USA efter omsättning för år 2016.